# Hispano Suiza E-30
L'Hispano Suiza E-30 va ser un avió íntegrament espanyol tant en la seva concepció com en la fabricació, usat per a entrenament de pilots de les Forces Aèries de la República Espanyola, però en esclatar la guerra civil també va servir en el bàndol revoltat.

## Història
Fou un avió genuïnament espanyol, ja que fou dissenyat i construït a l'Estat, molt possiblement per l'enginyer Vicente Roa amb l'experiència d'haver fabricat el Nieuport 52, que va ser qui va dissenyar un altre model anomenat HS-34 que difereix principalment d'aquest avió en el motor i les ales. La denominació li ve per E d'escola i 30 per l'any en què va ser dissenyat. Aquest avió va entrar en producció l'any 1932.
Era un avió de construcció moderna per l'època amb ala parasol ales i fuselatge entelats, i aquest molt probablement amb llarguers metàl·lics. Tren d'aterratge fix les rodes de disc i sense carenar, i roda de cua, el arriostat del tren d'aterratge es corresponia amb el de l'ala molt de l'estil del Loire 46 o altres avions francesos de l'època (Gourdou Lesseure GL-32, Dewoitine D.371) i també com ells disposava d'un motor en estrella, de 9 cilindres Hispano Suiza 9Qd fabricat sota llicència Writhg que com era normal actuaven sobre hèlix metàl·lica de dues pales, regulable en terra. Quant al lloc de la tripulació de dues persones, es tractava de dos copkits descoberts un darrere l'altre.

## Dades tècniques
- Llargada: 7,95 metres
- Amplada: 12 metres
- Pes en vuit: 916 kilograms, Pes a l'envol: 1.350 kilograms
- Velocitat màxima: 225 km/h, Velocitat mínima: 90 km/h
- Sostre: 6.500 metres
- Tripulació: 2 persones, pilot i artiller, o pilot i aprenent
- Armament: 1 metralladora en arc artiller al darrere Vickers k de 7,62 m/m, i fins a 50 kg de bombes[2]

## Teatre d'Operacions

### Espanya
L'Aviació Militar va encomanar 18 unitats per les escoles de vol de Los Alcázares i Cuatro Vientos, i l'Aviació Naval en va encomanar 7 per l'escola de vol de San Javier. Així que van començar les hostilitats, tots els aparells quedaren en mans republicanes, que per la manca d'aparells de combat, els va acoblar un arc artiller a popa i els dotava de 10 kg de bombes per tirar a mà.
En arribar els bombarders de “veritat” es va tornar a destinar a les seves tasques d'abans, i 13 caigueren en mans dels revoltats, que al seu torn també els van fer servir per a l'ensinistrament de pilots, canviant la seva distinció 30 per ES.2, i foren coneguts pel públic en participar en una pel·lícula anomenada Alas de Juventud, fins a donar-los de baixa l'any 1941.